# Stadion-Ausschreitungen von Port Said
Bei den Stadion-Ausschreitungen von Port Said im Fußballstadion im nordägyptischen Port Said wurden am 1. Februar 2012 bei gewalttätigen Ausschreitungen 74 Menschen getötet und knapp Tausend verletzt. Es handelt sich um die größten Ausschreitungen in der ägyptischen Fußballgeschichte. Der „schwarze Tag des ägyptischen Fußballs“ gilt als Symbol für die desolate Lage in Ägypten.

## Verlauf
Die gewalttätigen Ausschreitungen ereigneten sich bei einem Spiel eines der bekanntesten ägyptischen Fußballteams al Ahly Kairo gegen den Erzrivalen al-Masry im Port-Said-Stadion. Regionale Medien hatten das Spiel bereits vor Beginn als „Treffen der Vergeltung“ bezeichnet. Gastmannschaft und Tabellenführer der ägyptischen Liga, al Ahly Kairo, war Spielfavorit.
Augenzeugen berichteten, Fans hätten völlig ungehindert Schlagstöcke, Messer, Schwerter, Flaschen, Feuerwerkskörper und sogar Schusswaffen durch die Eingangskontrollen in die 18.000 Zuschauer fassende Arena bringen können. Auch seien während des Spiels die Absperrungen zwischen den Fan-Blocks geöffnet worden, was einen schweren Verstoß gegen international geltende Sicherheitsregeln darstellt. Schon vor Anpfiff um 15:30 Uhr stürmten Zuschauer das Spielfeld und schlugen aufeinander ein, weshalb sich der Spielbeginn um eine halbe Stunde verzögerte. Nach den ersten beiden Toren bewarfen al-Masry-Anhänger al-Ahly-Anhänger mit Steinen und Brandsätzen. Dennoch brach die Polizei die Begegnung nicht ab und ließ weiterspielen.
Nach dem Schlusspfiff – das Spiel endete überraschend 3:1 für das Heimteam al-Masry – stürmten Hunderte al-Masry-Fans das Spielfeld sowie die gegnerische Tribüne und griffen Spieler und Fans des gegnerischen Teams an. Spieler sowie Fans versuchten, sich in die Umkleidekabinen unter den Rängen zu retten. Feuerwerkskörper setzten Zuschauerränge in Brand. Nach Berichten des ägyptischen Fernsehens hätten al-Masry-Fans gegnerische Fußballfans umringt, mit Steinen beworfen und mit zerbrochenen Glasflaschen auf sie eingestochen. Auf den Tribünen versuchten Gäste-Fans panisch die Ausgänge zu erreichen. Augenzeugen berichteten, wie Menschen vor bewaffneten Angreifern flohen und in einem schmalen Korridor gegen verschlossene Tore liefen und zusammengedrückt wurden. Außerdem wurde berichtet, dass Menschen teils gewaltsam von Tribünen gestürzt oder erstochen wurden. Die Opfer, darunter zahlreiche Teenager, starben an Stich- und Kopfverletzungen oder wurden bei der aufkommenden Massenpanik zu Tode getrampelt oder erdrückt. Die meisten der Toten waren 15- bis 20-jährige al-Ahly-Fans. Doch auch einige Sicherheitskräfte sollen unter den Opfern gewesen sein. Hunderte Menschen wurden teils schwer verletzt. Auch einige Spieler von al Ahly trugen Verletzungen davon.
Spieler und Fans, die sich dorthin hatten retten können, blieben drei Stunden in der Umkleidekabine eingeschlossen und riefen mit ihren Handys um Hilfe. Zahlreiche schwer verletzte Fans wurden von Vereinsärzten behandelt; viele starben dabei in der Umkleidekabine.
Schließlich wurden die Spieler sowie Dutzende Schwerverletzte mit Militärhubschraubern nach Kairo gebracht.

## Reaktionen

### Demonstrationen und Straßenkämpfe
In den Tagen nach den Vorfällen im Stadion von Port Said forderten Demonstranten den Abtritt des regierenden Militärrats. Viele Ägypter glauben, dass es sich bei den Vorfällen von Port Said um eine von den Behörden der inneren Sicherheit gebilligte Gewaltorgie gehandelt hatte, die auch als Steilvorlage für anvisierte Repressionsmaßnahmen gegen die aufbegehrende Bevölkerung herhalten sollte. Außerdem wurden die Vorfälle als Einschüchterungsversuch gegen die al Ahly-Jugend interpretiert, die in den Tagen der Revolution nach dem 25. Januar 2011 bei den Protesten gegen Mubarak in vorderster Front anzutreffen war. All dies hat die revolutionär gesinnten Jugendlichen in der Kairoer Innenstadt in den Tagen nach dem 1. Februar 2012 in große Aufruhr versetzt, so dass es in den umliegenden Straßen um das Innenministerium zu tagelangen Straßenschlachten mit den Kräften der Staatssicherheit kam.
Bei Protesten gegen den regierenden Militärrat kam es nach dem Freitagsgebet am 3. Februar 2012 zu heftigen Ausschreitungen. Der Zorn der Demonstranten richtete sich vor allem gegen den Chef des Militärrates, Mohammed Tantawi. In der Hauptstadt Kairo wurde ein Gebäude der Steuerbehörde erstürmt. Außerdem rissen Jugendliche eine meterhohe Schutzmauer aus Betonblöcken vor dem Innenministerium nieder. In Kairo erstickten zwei Demonstranten an Tränengas, in Suez wurden zwei Demonstranten erschossen. Am 4. Februar 2012 protestierten erneut Tausende Menschen gegen den herrschenden Militärrat. Die Zahl der Toten in Kairo und Suez erhöhte sich laut dem ägyptischen Innenministerium auf zwölf. Weitere 2532 Menschen wurden verletzt.
In der Nacht zum 5. Februar stand die Finanzbehörde in Kairo in Flammen. Auch mehrere Polizeiwachen sollen überfallen worden sein. Am 6. Februar wurde bei erneuten Zusammenstößen zwischen Demonstranten und Sicherheitskräften in Kairo ein weiterer Mensch getötet. Auch am 7. Februar starben zwei Menschen. Die Zahl der Toten nach den Stadionkrawallen stieg damit auf 15.
Bei einer Demonstration in Alexandria mit tausenden Teilnehmern am 3. Februar wurden Fotos der Getöteten zum örtlichen Hauptquartier der Streitkräfte getragen. Bei Kundgebungen in Port Said am selben Tag nahmen Hunderte Menschen teil. Sie verurteilten die Gewalt nach dem Spiel und distanzierten sich. „Port Said ist unschuldig, das ist eine billige Verschwörung.“ war auf einigen Plakaten zu lesen.
Bei erneuten Unruhen in Port Said wurde ein 13-jähriger Junge in der Nacht zum 24. März 2012 erschossen. Auslöser der Krawalle war die Entscheidung des ägyptischen Fußballverbands, ein Spielverbot gegen den örtlichen Fußballklub al-Masry zu verhängen. 16 Menschen wurden, zumeist durch Tränengas, verletzt.

### Spekulationen zu möglichen Motiven
Augenzeugen berichteten, dass die wenigen Polizeibeamten, die vor Ort gewesen waren, dem Treiben tatenlos zugesehen hätten. Ausgänge seien verschlossen gewesen, die Stadionbeleuchtung ungewöhnlich früh abgeschaltet worden. Viele Ägypter machten die Polizei und den Militärrat für die Katastrophe im Fußballstadion verantwortlich. Der Militärrat habe es versäumt, ausreichend viele Polizisten im Stadion zur Verfügung zu stellen. Es gab Gerüchte, dass das Massaker von Seiten des Militärs angeordnet worden sein soll. Ultras des Kairoer Traditionsclubs al Ahly galten im Jahr 2011 als „Speerspitze“ der Revolution 2011. Das Massaker soll ein Racheakt an den Fußballfans gewesen sein, die bei der Revolution eine tragende Rolle spielten. Fast auf den Tag genau ein Jahr zuvor, am 2. Februar 2011, versuchten Mubaraks Anhänger den Protest auf dem Tahrir-Platz niederzureiten. Die Ultras des Clubs al Ahly haben während der Demonstrationen die Menschen auf dem Tahrir-Platz beschützt.
Nach Ansicht des Fan-Forschers Gunter A. Pilz war der Exzess im Stadion von Port Said das Ergebnis von politischen Machtspielen: „Vieles spricht dafür, dass eine kritische Opposition von der militärischen Diktatur eingeschüchtert und mundtot gemacht werden soll“. Fans seien instrumentalisiert worden.
Der Abgeordnete der Freiheits- und Gerechtigkeitspartei Essam el-Erian sagte: „Der wahre Grund für die Eskalation sei die bewusste Abwesenheit von Polizei und Militär“. Der Präsident des Masry-Klubs von Port Said, der unmittelbar nach dem Massaker zurücktrat, sprach von „einer Verschwörung, um den Staat zum Einsturz zu bringen“. Die Polizei müsse endlich wieder in voller Stärke auf die Straße und ihre Arbeit tun. Ahmed Gamal, ein für die öffentliche Sicherheit zuständiger Militärvertreter wies in der Tageszeitung Al-Tahrir (Donnerstag) jegliche Schuld zurück. Es habe einen guten Sicherheitsplan bei dem Fußballspiel gegeben, aber der Gewaltausbruch nach Abpfiff sei nicht mehr einzudämmen gewesen. Der Vorsitzende des regierenden Militärrats, Feldmarschall Mohammed Hussein Tantawi, nahm die Spieler des Ahly-Klubs am Morgen des 2. Februars am Flughafen von Kairo in Empfang und äußerte, dass die Gewalt in Port Said möglicherweise politisch motiviert war, jedoch vermute er dahinter Aufrührer und keineswegs Vertreter des alten Regimes. „Wer immer etwas gegen die Sicherheit Ägyptens plant, wird keine Chance haben“, so Tantawi.
Ex-Profispieler Rainer Zobel, der zwischen 1997 und 2000 Trainer von al Ahly war, meinte: „Die Fanszenen sind eigentlich friedlich. Doch auch wenn man nicht pauschalisieren soll, kennen viele Ägypter keine Grenzen, wenn sie Teil einer Masse sind.“ Der Co-Trainer der ägyptischen Fußballnationalmannschaft, Tomek Kaczmarek, berichtete der Presse, dass der Stab der Nationalmannschaft rechtzeitig gewarnt worden sei, nicht zu dem Spiel in das Stadion von Port Said zu fahren. Bereits einige Tage zuvor erhielt der Stab der Nationalmannschaft während eines laufenden Spiels Warnungen und wurde aus dem Stadion gebracht. Als kurz darauf Unruhen ausbrachen, sei das Spiel abgebrochen worden. Der ehemalige ägyptische Nationalmannschaftskapitän und U23-Nationaltrainer Hany Ramzy schloss einen sportlichen Hintergrund der Ausschreitungen aus. Wie viele andere fragte auch er: „Das Spiel ging 3:1 für al-Masry aus. Welchen Grund hat man, nach einem Sieg aufs Feld zu rennen und Menschen zu töten?“ Auch er gab den Fans nicht die Schuld, sondern vermutete einen politischen Hintergrund.
Der ägyptische Politikwissenschaftler Hamed Abdel-Samad hielt den Militärrat, die Polizei oder Mubarak-Gefolgsleute, die aus dem Gefängnis agiert hätten, für die Urheber der Krawalle. „Die neuen Machthaber versuchen, ein Chaos zu inszenieren und aufrechtzuerhalten, damit die Menschen im Land revolutionsmüde werden“, äußerte er in einem Interview.

### Sondersitzung des Parlaments
Das von der Muslimbrüderpartei dominierte Parlament versprach auf einer Sondersitzung am 2. Februar 2012, das Sicherheitsvakuum zu bekämpfen. Ministerpräsident Kamal al-Gansuri gab bekannt, dass er den ägyptischen Fußballverband aufgelöst habe. Weiterhin entließ er den Sicherheitschef von Port Said, Essam Samak, und suspendierte dessen führende Mitarbeiter. Der Gouverneur der Stadt Port Said trat zurück. Das ägyptische Parlament hatte in der live im Fernsehen übertragenen Sondersitzung über die Vorfälle im Stadion debattiert. Mehrere Abgeordnete forderten den Rücktritt von Innenminister Mohamed Ibrahim. Der Versuch eines Misstrauensvotums gegen die vom Militär eingesetzte Regierung scheiterte. Die Europäische Union forderte eine „sofortige und unabhängige Untersuchung“ der Gewalt.

### Ergebnis der parlamentarischen Untersuchungskommission
Am 12. Februar 2012 präsentierte der Chef der Untersuchungskommission des Parlaments, Aschraf Thabet, einen vorläufigen Untersuchungsbericht. Demnach ist der Militärrat nicht für die Ausschreitungen verantwortlich. Als Schuldige nannte er die Fans und das Sicherheitspersonal des Stadions. Die Stimmung sei schon Tage vor dem Spiel in den Sportkanälen aufgeheizt worden. Auch sei es ein Fehler gewesen, die Fans vor Betreten des Stadions nicht nach Waffen zu durchsuchen. Des Weiteren hätten verschiedene Kräfte, deren Namen noch genannt werden sollten, gewaltbereite Ultras für ihre politische Ziele missbraucht.

### Verein
Die Fußballer des betroffenen Ligaclubs al Ahly verkündeten nach der Katastrophe, nie wieder spielen zu wollen. Ägyptens erfolgreichster Fußballer Mohamed Abo Treka, in dessen Armen ein jugendlicher Fan gestorben war, hat am Tag nach dem tragischen Vorfall zusammen mit seinen Teamkollegen Emad Moteab und Mohamed Barakat angekündigt, seine Karriere mit sofortiger Wirkung zu beenden. Insgesamt erklärten sechs Spieler nach ihren Erlebnissen im Stadion von Port Said ihren Rücktritt. Zumindest alle Nationalspieler revidierten diese Entscheidung später jedoch wieder.
Der portugiesische Trainer von al Ahly, Manuel José, der selbst mit Tritten und Faustschlägen attackiert wurde, sagte kurz nach den Zwischenfällen in einem Telefoninterview: „Die Schuld hat einzig und allein die Polizei. Es waren Dutzende im Stadion, aber die sind plötzlich alle verschwunden oder haben gar nichts unternommen“. Er erwäge das Land zu verlassen.
Al Ahlys Mannschaftsarzt wurde von ägyptischen Medien mit den Worten „Das ist Krieg und kein Fußball“ zitiert. Der ägyptische stellvertretende Gesundheitsminister Hischam Scheicha bezeichnete den Vorfall als „die größte Katastrophe in Ägyptens Fußballgeschichte“. „Afrikas Fußball ist in Trauer“, sagte der Präsident des afrikanischen Fußballverbands CAF Issa Hayatou.

### FIFA
FIFA-Präsident Sepp Blatter zum Unglück: „Das ist ein schwarzer Tag für den Fußball, und wir müssen Schritte einleiten, die sicherstellen, dass sich so eine Katastrophe nie wieder ereignet. Fußball ist eine Kraft des Guten, und wir dürfen nicht zulassen, dass sie von jenen missbraucht wird, die Böses im Sinn haben.“
Am 7. Februar 2012 teilte der Fußball-Weltverband FIFA mit, für die Opfer der Stadion-Katastrophe 250.000 Dollar (umgerechnet rund 189.000 Euro) spenden und das Geld in einen Hilfsfonds des ägyptischen Fußballvereins al Ahly einzahlen zu wollen. Wenige Tage zuvor hatte FIFA-Präsident Sepp Blatter die Absetzung der ägyptischen Fußballverbandsspitze durch die Regierung als „direkte Einmischung in die Belange des organisierten Fußballs“ kritisiert.

### Ligaspielbetrieb ausgesetzt
Der ägyptische Fußballverband schloss den Verein al-Masry für zwei Spielzeiten aus und das Port Said-Stadion für drei Jahre.
Der Ligaspielbetrieb in Ägypten ruhte aufgrund der Ausschreitungen für ein Jahr. Am 2. Februar 2013 nahm die ägyptische Fußball-Liga aus Sorge vor neuer Gewalt ihren Spielbetrieb ohne Zuschauer und unter Aufgebot einer hohen Anzahl an Sicherheitskräften wieder auf. Titelverteidiger al Ahly setzte sich zum Auftakt mit 1:0 gegen Ghazl al-Mahallah durch. Nach seinem Siegtor zog sich Stürmer Dominique Da Silva sein Trikot aus und zeigte in Gedenken an die gestorbenen Fans ein T-Shirt mit der Aufschrift „Wir werden euch niemals vergessen“.

## Bericht
Ein vom ägyptischen Präsident Mohammed Mursi in Auftrag gegebener Bericht zur Gewalt während der Massenproteste 2011 untersuchte auch die Umstände der Stadion-Katastrophe an Anhängern des Fußballklubs al Ahly Kairo. Der Bericht machte die Polizei und Baltagiya, organisierte Schlägerbanden, für das Massaker verantwortlich. Der genaue Hergang wurde jedoch nie vollkommen aufgeklärt.

## Gerichtsverfahren und Verurteilungen
Der Ort des Verfahrens war aus Sicherheitsgründen von Ismailia in die Polizeiakademie in Kairo, wo auch der Prozess gegen Husni Mubarak stattfand, verlegt worden. Bei Prozessbeginn riegelten etwa 4.000 Polizisten und mehrere Panzer das Gerichtsgebäude ab. Ultras der Vereine Ahly und Zamalek protestierten gegen den Militärrat. Die Angeklagten gaben dem Militärrat und dem früheren Regime die Schuld an der Gewalt und skandierten Parolen, weswegen der Prozess mehrmals unterbrochen wurde. Vor dem Urteil hatten die Ultras von al Ahly gedroht, Chaos in Kairo zu verbreiten, sollten die Täter nicht bestraft werden. Tatsächlich hatten sie schon seit Tagen Brücken gesperrt und an mehreren Orten den öffentlichen Verkehr lahmgelegt.

### Prozessbeginn
Am 17. April 2012 begann in Kairo der Prozess gegen 73 Angeklagte. Unter ihnen befanden sich neun Polizisten, darunter sechs Polizeigeneräle sowie ein Oberst.
Auch ein Ingenieur, der für die Beleuchtung in dem Stadion zuständig gewesen war, stand vor Gericht, weil er nach der Stürmung des Spielfelds durch die Hooligans das Licht ausgeschaltet hatte. Damit soll er das Chaos vergrößert und die Flucht der Täter erleichtert haben. Die Verfahren gegen zwei weitere Personen verhandelte ein Jugendgericht. Die Anklagen umfassten Mord, Aufwiegelung zur Gewalt und Rowdytum. Den beteiligten Polizeikräften wurde die Unterstützung der Angreifer zur Last gelegt. Die Angeklagten bekannten sich nicht schuldig. Der Prozess in Kairo wurde monatelang hinter verschlossenen Türen geführt.

### Erste Urteilsverkündung im Januar
Am Samstag, den 26. Januar 2013, hat ein Gericht in Kairo in seinem endgültigen Urteil 21 Angeklagte zum Tode verurteilt. Sie sollen das Massaker mit ausgelöst haben. Etliche der Verurteilten sind nicht älter als 20 Jahre.
Ägyptens Großmufti Ali Gomaa musste das Urteil noch bestätigen.
Die Urteilsverkündung in Kairo wurde live vom Staatsfernsehen übertragen. Anhänger des Vereins al Ahly feierten die Entscheidung der Richter. Auch einige Angehörige der Opfer jubelten. Verwandte der betroffenen Angeklagten hingegen erlitten im Gerichtssaal Weinkrämpfe. Nach der Auffassung der Angehörigen der Verurteilten und deren Anwälte fällten die Richter in Kairo ein politisches Urteil. Das gleiche denken auch die Fans in Port Said. Fußballfans würden geopfert, um die Ultras aus Kairo zu besänftigen. Die Todeskandidaten würden als Sündenböcke herhalten, die wirklich Verantwortlichen befänden sich noch in Freiheit. Stattdessen sei schlampig ermittelt, willkürlich verhaftet und bei den Anklagen mit dürftigen Beweisen operiert worden. Die Staatsanwaltschaft hatte vor kurzem neue Beweise eingebracht, die in diesen Richterspruch nicht eingeflossen sind. Bei der Urteilsverkündung lieferte der Vorsitzende Richter keinerlei Begründung für die 21 Todesstrafen.
Beobachter bezeichneten das Urteil als ungewöhnlich hart und wiesen darauf hin, dass für die Verbrechen an Demonstranten während der Revolution mit mehr als 800 Opfern bis heute kein Polizist oder Offizier mit dem Tod bestraft wurde. Wenn es Prozesse gab, wurden die Angeklagten zumeist freigesprochen. Obwohl es mittlerweile klar ist, dass die Ultras von al-Masry das Massaker ohne Mitwissenschaft der Sicherheitskräfte nicht im selben Maße hätten anrichten können, gab es keine unabhängige Untersuchungskommission und auch zu einer Analyse der Sicherheitsvorkehrungen kam es nicht. Die ägyptische Tageszeitung Al Masry al Youm fand bei Recherchen unter den Angehörigen in Port Said heraus, dass etliche der zum Tode Verurteilten zum Zeitpunkt des Gewaltausbruchs noch nicht einmal im Stadion waren. Es wird vermutet, dass das harsche Urteil der Kalkulation folgte, Chaos in Port Said sei besser zu kontrollieren als Chaos in Kairo.

### Schwere Ausschreitungen
Im Anschluss an die Urteilsverkündung kam es in der Stadt Port Said zu schweren Ausschreitungen mit 32 Toten. Aus Protest gegen die Urteile gingen Bewohner der Stadt auf die Straßen, zündeten Autoreifen an und stürmten Augenzeugen zufolge zwei Polizeistationen. Angehörige der Verurteilten sollen versucht haben, ein Gefängnis mit Gesteinsbrocken und Handfeuerwaffen zu stürmen, um die Verurteilten dort herauszuholen. Sicherheitskräfte schossen daraufhin mit scharfer Munition. Bei den anschließenden Straßenschlachten zwischen Demonstranten und Sicherheitskräften seien viele Personen aus nächster Nähe erschossen worden, berichteten Ärzte. Alle Opfer starben an Schusswunden.
Das Online-Portal der Wochenzeitung Al-Ahram gibt die Zahl der Personen, die nach der Urteilsverkündung in Port Said zu Tode gekommen sind, mit 32 an, darunter zwei Polizisten und zwei ehemalige Fußballspieler von al-Masry, Torwart Tamir al-Fahlah und Stürmer Muhammad al-Dadhawi. Die Zahl der Verletzten wurde mit 300 beziffert.
Gemäß der ägyptischen Nachrichtenagentur Mena rückte die ägyptische Armee mit Panzern und Schützenpanzern aus, um die Lage unter Kontrolle zu bringen. Die Zugverbindungen wurden eingestellt. Der Gouverneur in Port Said erklärte den Sonntag zum arbeitsfreien Tag, um die Behördenmitarbeiter vor weiterer Gewalt zu schützen.
Die Muslimbruderschaft, aus der Präsident Mursi stammt, machte in einer Stellungnahme umgehend Schläger, irreführende Medien und Oppositionsparteien für die Krawalle verantwortlich. Die Nationale Heilsfront, ein Bündnis linker und liberaler Parteien, sah die Schuld wiederum bei Präsident Mursi und der Muslimbruderschaft.

### Landesweit Demonstrationen gegen Präsident Mursi und die Muslimbruderschaft
Kritisiert wurde auch der Zeitpunkt der Urteilsverkündung. Die Regierung Mursi verhinderte nicht, dass das Urteil in die aufgeladene Atmosphäre des zweiten Jahrestages der Revolution fiel. Zum zweiten Jahrestag des Aufstands gegen den gestürzten Präsidenten Husni Mubarak war es bereits am Freitag landesweit zu gewaltsamen Demonstrationen gegen Mubaraks Nachfolger Mohammed Mursi und die Muslimbruderschaft gekommen, wobei neun Menschen getötet wurden. Zehntausende hatten für eine Reform des Polizeiapparates und Gerechtigkeit für die Märtyrer der Revolution demonstriert.
Parallel zu den Ereignissen in Port Said fanden in mehreren Städten Ägyptens teils gewaltsame Demonstrationen gegen die islamistische Regierung statt. Dabei gab es erneut Tote. Besonders harte Kämpfe wurden aus Kairo, Alexandria, Suez, Ismailia und Tanta gemeldet. In Kairo waren die Bereiche um den Tahrir-Platz, den Fernsehsender, die Brücke des 6. Oktober und den Präsidentenpalast besonders von den Unruhen betroffen. Die Nachrichtensender Al-Dschasira und Al-Arabija meldeten, dass der Amtssitz von Mohammed Mursi mit Brandsätzen und Feuerwerkskörpern angegriffen worden sei. Die Sicherheitskräfte gingen mit Wasserwerfern und Tränengas gegen Hunderte Demonstranten vor.
Im Laufe der Auseinandersetzungen wurden Szenen massiver Polizeigewalt bekannt. Der 28-jährige Oppositionelle Mohammed al-Guindi war laut dem Bericht seiner Partei und örtlichen Medien an den Folgen schwerer Misshandlungen durch die Polizei in einem Kairoer Krankenhaus gestorben. Aus dem Innenministerium hieß es zunächst, der Mann sei in einen Autounfall geraten.

### Weitere Ausschreitungen bei Trauermarsch
Am Sonntag, den 27. Januar, kam es während eines Trauermarsches für die 32 Todesopfer des Vortages zu erneuten Ausschreitungen in Port Said. Unbekannte beschossen die Teilnehmer der Trauerkundgebung. Es brach eine Massenpanik aus. Laut Berichten staatlicher ägyptischer Medien gab es mindestens fünf Tote, darunter ein 18-jähriger, der im Krankenhaus seiner Schussverletzung erlag. Mehr als 400 Menschen seien verletzt worden.

### Ausnahmezustand
Am Sonntagabend des 27. Januar 2013 rief Präsident Mohammed Mursi aufgrund der Unruhen für drei Städte den Notstand aus. In Port Said, Suez und Ismailia soll für 30 Tage der Ausnahmezustand gelten, teilte er in einer vom Staatsfernsehen übertragenen Rede mit. Während des Ausnahmezustands bestand zunächst von Montag, den 28., an täglich zwischen 21 Uhr abends und 6 Uhr morgens eine Ausgangssperre für die Bevölkerung, ab Donnerstag, den 31., wurde die Ausgangssperre für Port Said auf die Zeit zwischen 1 Uhr und 5 Uhr beschränkt, da Mursi wenig später die Festlegung der Uhrzeiten für die Ausgangssperre den Provinzgouverneuren der drei betroffenen Gouvernements anheimgestellt hat und die Provinzgouverneure von der Möglichkeit, die Uhrzeiten zu ändern, Gebrauch gemacht haben.
Nach der Zustimmung von Kabinett und Oberhaus wurde die Armee vorübergehend mit polizeilichen Befugnissen ausgestattet. Die Regelung soll bis zur im Frühjahr geplanten Parlamentswahl gelten. Soldaten haben hierdurch das Recht, Zivilisten festzunehmen. Außerdem wurde die Festnahme aller Mitglieder der Organisation des Schwarzen Blocks in Ägypten angeordnet.
Auch am Montagabend des 28. Januar starben bei Protesten in Kairo und Port Said zwei Menschen. Nach UN-Angaben wurden seit dem 25. Januar 60 Menschen getötet, 42 davon allein in Port Said. Hunderte weitere wurden teils schwer verletzt.
In der Nacht zum Dienstag, dem 29., gingen trotz der nächtlichen Ausgangssperre Tausende Menschen auf die Straße, um gegen die Regierung zu protestieren. Am Freitag, dem 1. Februar 2013, dem Jahrestag der Stadion-Katastrophe, protestierten in Port Said schon am Mittag trotz strömenden Regens Tausende Menschen. Sie forderten den „Sturz des Regimes“ und Präsident Mursis Rücktritt. „Wir wollen Port Said befreien“ riefen sie im Hinblick auf die Ausnahmeregelungen. Zugleich gedachten sie der Opfer der Fußball-Katastrophe vor einem Jahr. Ab Mitte Februar protestierten die Bewohner von Port Said mit Aktionen des zivilen Ungehorsams gegen die Regierung von Präsident Mursi. Ein Großteil der Läden, staatlichen Institutionen und Schulen wurden geschlossen. Es begannen Massenstreiks und Proteste, nachdem zunächst Tausende für die Entlassung von Innenminister Mohamed Ibrahim, Gerechtigkeit für die Märtyrer der Revolution und die Aufhebung der nächtlichen Ausgangssperre demonstrierten. Laut Presseberichten traten fast 40.000 Arbeiter im Industriegebiet in den Streik. Das ägyptische Militär konzentrierte sich darauf, den Hafen und den Suezkanal zu sichern, damit der internationale Transportweg nicht unterbrochen wird. Die Kampagne des zivilen Ungehorsams soll laut deren Initiatoren erst beendet werden, wenn der Fall der Stadionkatastrophe neu aufgerollt wird und die Verantwortlichen für den Tod der Menschen während der Zusammenstöße zur Rechenschaft gezogen worden sind.
Die durch das Innenministerium angekündigte Verlegung von 39 Angeklagten aus Port Said in andere Gefängnisse führte ab dem 3. März erneut zu täglichen Demonstrationen. Dabei wurden mindestens sechs Personen getötet, Hunderte verletzt. Sicherheitskräfte hebelten eine schwere Marmorplatte vom Dach des Polizeihauptquartiers herunter auf die Demonstranten und zerschmetterten einem 17-jährigen den Kopf. Teile des Gebäudes der Sicherheitsdirektion brannten aus.
Seit dem 7. März traten nach und nach tausende Polizisten in bislang 13 Provinzen in den Streik. Mittlerweile streikt etwa jeder 4. Polizist in Ägypten. „Wir legen unsere Arbeit auf unbestimmte Zeit nieder, weil wir nicht mehr für die Fehler der Regierung verantwortlich sein wollen“, sagte der Polizeioberst Hasam Mostafa in Port Said. Er warf der Regierung vor, die Polizei in die politischen Konflikte hereinzuziehen. Polizeieinheiten aus Ismailiya hatten sich geweigert, einem Einsatzbefehl für Port Said zu folgen, weshalb sich der Innenminister gezwungen sah, Soldaten zur Bewachung der öffentlichen Gebäude nach Port Said zu senden.

### Zweite Urteilsverkündung im März
Am Samstagvormittag des 9. März 2013 bestätigte ein Kairoer Gericht die 21 Todesurteile und verhängte zudem 24 Haftstrafen zwischen einem Jahr und lebenslänglich (25 Jahre). Der Prozess wurde live im Staatsfernsehen übertragen. Der Vorsitzende Richter Sobhi Abdel-Maguid verlas eine Namensliste der Verurteilten und erklärte, das Gericht erhalte die Todesstrafe durch Hängen aufrecht. Fünf der Angeklagten müssen lebenslänglich in Haft. Acht weitere Angeklagte sowie der damals zuständige Polizeichef Essam Samak und der Brigadegeneral Mohammed Saad wurden je zu 15 Jahren Gefängnis verurteilt. Letzterer besaß zum Zeitpunkt der Ausschreitungen die Schlüsselgewalt über die verschlossenen Stadiontore. Weiterhin wurden sechs Haftstrafen über 10 Jahre, zwei über 5 Jahre und eine über 1 Jahr verhängt. 28 der insgesamt 73 Angeklagten wurden freigesprochen. Unter den Freigesprochenen sind sieben der neun angeklagten Polizisten.
Neben den 21 Todesurteilen sorgte vor allem der Freispruch der Polizisten für Unruhe. Die Freisprüche ließen die Wut auf den seit vielen Jahren verhassten Polizeiapparat wieder hochkommen. Kurz nach der Urteilsverkündung griffen al-Ahly-Ultras einen Polizeiclub im Zentrum Kairos sowie den Sitz des ägyptischen Fußballverbands mit Brandsätzen an. Bei Auseinandersetzungen in der Nähe des zentralen Tahrir-Platzes kamen zwei Demonstranten ums Leben. Ein Mann war erstickt, nachdem er Tränengas eingeatmet hatte, Dutzende wurden verletzt.
Auch in Port Said versammelten sich hunderte Demonstranten vor dem Büro der örtlichen Regierungsbehörde, um ihrem Ärger über die Richtersprüche Luft zu machen. Außerdem hinderten rund 2000 Menschen Autofähren an der Überquerung des Suez-Kanals und lösten im Hafen Schnellboote aus ihrer Verankerung, in der Hoffnung, dass sie vorbeifahrende Schiffe stören. Dem Kanalbetreiber zufolge wurde der Verkehr aber nicht beeinträchtigt. Bereits am Freitag hatte das Militär auf Mursis Anordnung wieder die Überwachung der öffentlichen Ordnung von der Polizei übernommen, die Polizei zog sich aus Port Said zurück. Am Sonntagmorgen beschlossen Demonstranten, die Fährverbindung zum östlichen Teil der Stadt Port Fuad zu unterbrechen. Der Verkehr der großen Container und Tanker wurde unterbrochen. Erst am Nachmittag brachte das Militär die Lage wieder unter Kontrolle.
Ein namentlich genannter Polizist aus Port Said bezeichnete gegenüber der lokalen Zeitung Ahram-Online das Urteil als sehr problematisch, da nach der Katastrophe Chaos geherrscht und die Polizei willkürlich hunderte Menschen verhaftet habe, weil sie nicht wusste, wen sie festnehmen solle. Ein weiterer Polizist beklagte, sie würden vom Ministerium zur Gewalt angehalten. Menschenrechtsanwälte beurteilten die Verhängung von 21 Todesurteilen in einem Prozess als harsch. Das Gerichtsverfahren habe bisher wenig zur Aufklärung der Hintergründe der Tragödie beigetragen. Das Misstrauen in die Justiz und die Untersuchungsbehörden sei groß.

### Reaktionen
Amnesty International rief zu einem Ende übermäßiger Gewalt von Seiten der Sicherheitskräfte auf und forderte – sofern nicht unvermeidbar zum Schutz von Menschenleben – auf den Einsatz tödlicher Gewalt zu verzichten.
Die UN-Hochkommissarin für Menschenrechte Navi Pillay sprach von einer überzogenen Gewalt gegen Demonstranten und bezeichnete das Vorgehen der Polizei als illegal. Darüber hinaus heize diese Vorgehensweise die explosive Lage weiter an. Sie forderte in Genf eine Untersuchung zur Gewaltwelle der vergangenen Tage an.
Markus Löning, Menschenrechtsbeauftragter der Bundesregierung Deutschland, forderte die zuständigen Stellen auf, die Todesurteile gegen die 21 Verurteilten in Gefängnisstrafen umzuwandeln und kein weiteres Todesurteil zu verhängen. Falls die Gerichte dies nicht täten, wäre es Aufgabe von Präsident Mursi, sein Gnadenrecht zu nutzen und die Todesurteile in Haft umzuwandeln.
George Ishaq, ein politischer Aktivist aus Port Said und Mitglied der oppositionellen Rettungsfront verurteilte die Gewalt gegen die Demonstranten und kritisierte, dass es keine Untersuchungen über die Todesfälle seit dem Januar gebe.
Innenminister Mohammed Ibrahim wies Berichte über ungerechtfertigte Polizeigewalt als „Gerüchte“ zurück. Die Polizei greife nicht von sich aus Demonstranten an. Vielmehr werde sie „mit Steinen beworfen und mit Kugeln beschossen“.

## Drei Jahre später erneut Massenpanik in einem Stadion in der Nähe von Kairo
Bei gewaltsamen Auseinandersetzungen mit Polizisten wurden Anfang Februar 2015 im Stadion der Luftwaffe am Rande von Kairo 19 ägyptische Fußballfans getötet. Die Unruhen waren vor dem Spiel der obersten ägyptischen Liga zwischen Zamalek SC und ENPPI ausgebrochen. Die Zuschauerzahl war vom Innenministerium auf 10.000 Menschen begrenzt worden. Zamalek-Fans, die keine Tickets bekommen hatten, hätten versucht, gewaltsam eine Sicherheitsabsperrung zu durchbrechen. Nach dem Einsatz von Tränengas und Gummigeschossen durch die Ordnungskräfte brach eine Massenpanik aus, bei welcher einige der Opfer ums Leben kamen. Andere wurden bei Auseinandersetzungen mit der Polizei getötet.
Der nationale Fußballverband und das für die Sicherheit in Ägypten zuständige Innenministerium beschlossen daraufhin, den Ligabetrieb auszusetzen.
Anlässlich der Stadion-Katastrophe von Port Said im Jahr 2012 hatten ägyptische Behörden allen Zuschauern ein Stadionverbot für Erstliga-Spiele erteilt, so dass die Klubs seitdem vor leeren Rängen spielen mussten. Dieser sogenannte „Fan-Bann“ war erst einen Monat vor dem erneuten Vorfall 2015 aufgehoben worden.
Die Staatsanwaltschaft geht von einem terroristischen Hintergrund der Ausschreitungen zur Destabilisierung der innenpolitischen Lage aus. Sie plant eine Anklage gegen 16 Zamalek-Fans wegen Mitgliedschaft in der als terroristisch eingestuften Muslimbruderschaft. Weitere Anschuldigungen lauten auf Mord, Vandalismus, Besitz von Sprengstoff und Widerstand gegen die Staatsgewalt. Dagegen müssen sich bislang keine Polizeibeamten wegen der Schüsse, die zu der Massenpanik mit zahlreichen Todesopfern führte, vor Gericht verantworten.

## Neu aufgerolltes Gerichtsverfahren und erneute Todesurteile
2014 hob ein Berufungsgericht die 21 erstinstanzlichen Todesurteile auf. Außerdem ordnete es an, das gesamte Verfahren zur Stadionkatastrophe von Port Said noch einmal neu aufzurollen. Am 19. April 2015, also rund drei Jahre nach den Stadion-Ausschreitungen von Port Said, wurden 11 angeklagte Verantwortungsträger von einem Gericht in Kairo zum Tode verurteilt. Das Urteil wurde Ende Mai 2015 bestätigt. Die Angeklagten können jedoch Berufung einlegen. Insgesamt gab es 72 Beschuldigte, darunter neun Polizisten und drei Vereinsfunktionäre. Neben den Todesurteilen wurden auch Gefängnisstrafen zwischen einem Jahr und 15 Jahren ausgesprochen. 21 Angeklagte wurden freigesprochen.
Ägypten steht wegen seiner Todesurteile international in der Kritik. Auch der frühere Präsident Mursi wurde im Mai 2015 zum Tode verurteilt.